# Barilius morarensis
Barilius morarensis es una especie de peces de agua dulce de la familia de los Cyprinidae en el orden de los Cypriniformes.